# Новогригоровка (Николаевский район, Николаевская область)
Новогриго́ровка (укр. Новогригорівка) — село в Николаевском районе Николаевской области Украины.

## История
В октябре 1995 года Кабинет министров Украины утвердил решение о приватизации находившегося здесь племзавода.
Население по переписи 2001 года составляло 308 человек.

## Местный совет
57121, Николаевская область, Николаевский р-н, с. Кринички, ул. Победы, 2б; тел. 33-40-18

## Галерея

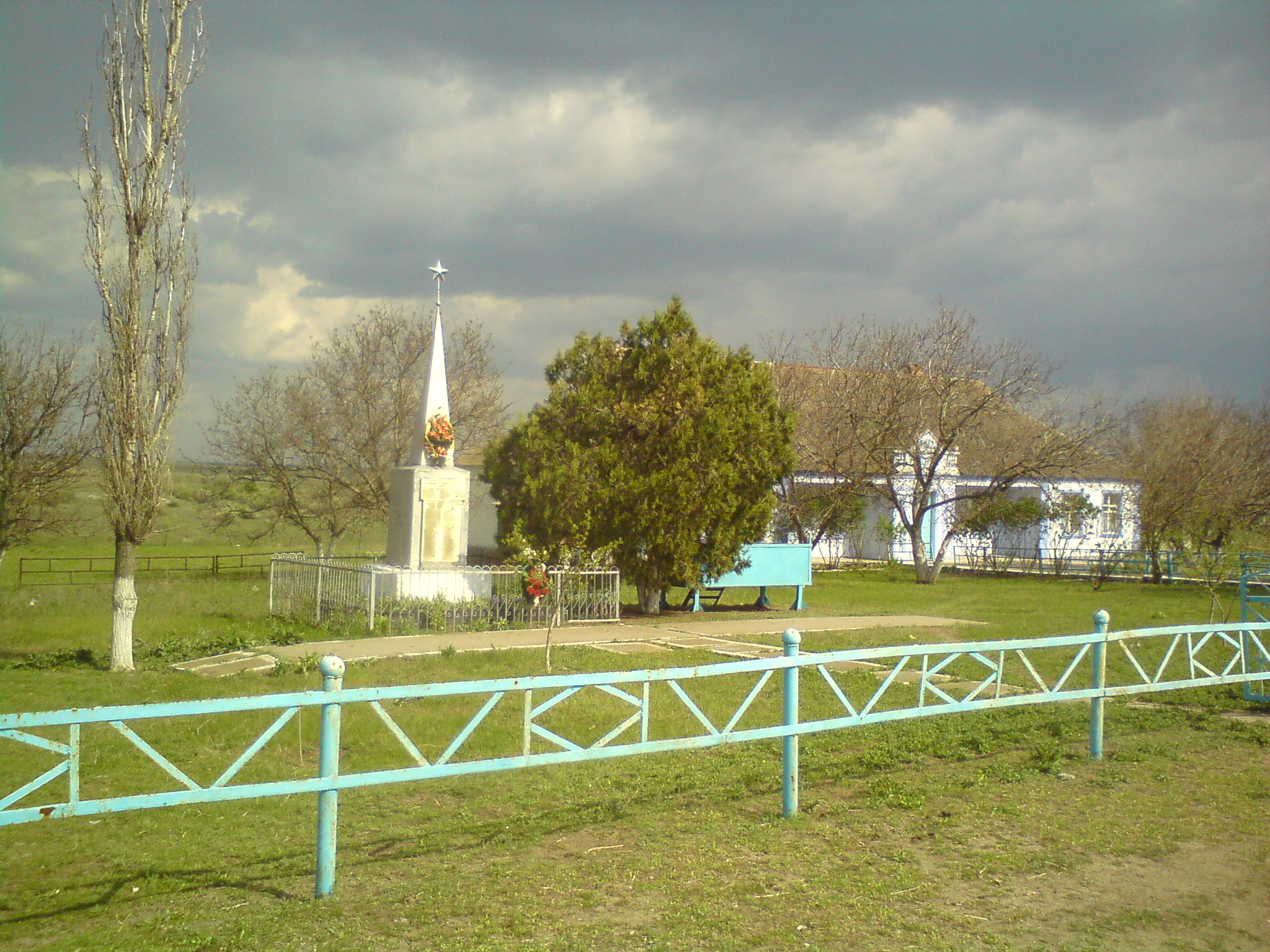
Памятник у школы
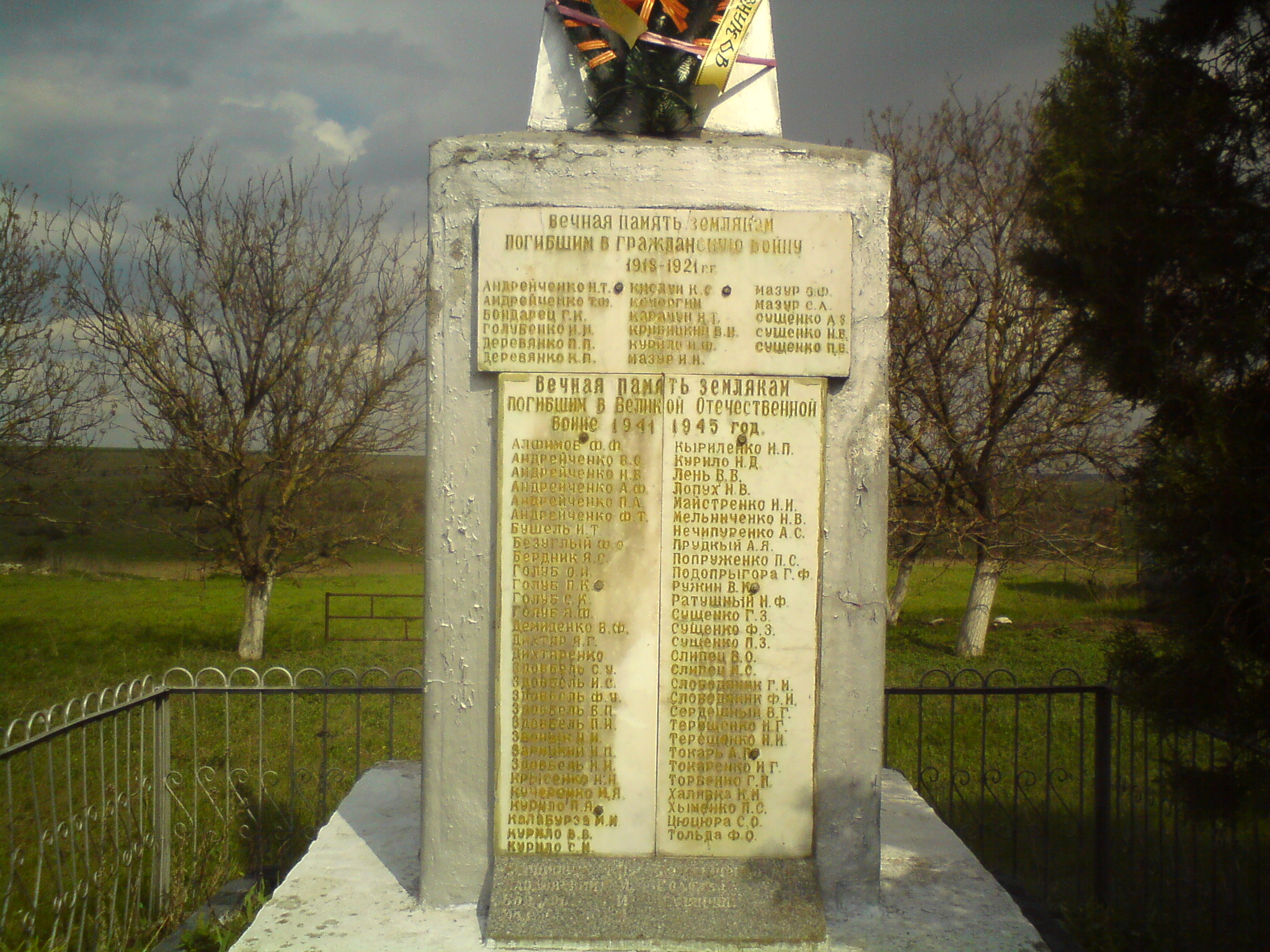
Памятник погибшим односельчанам
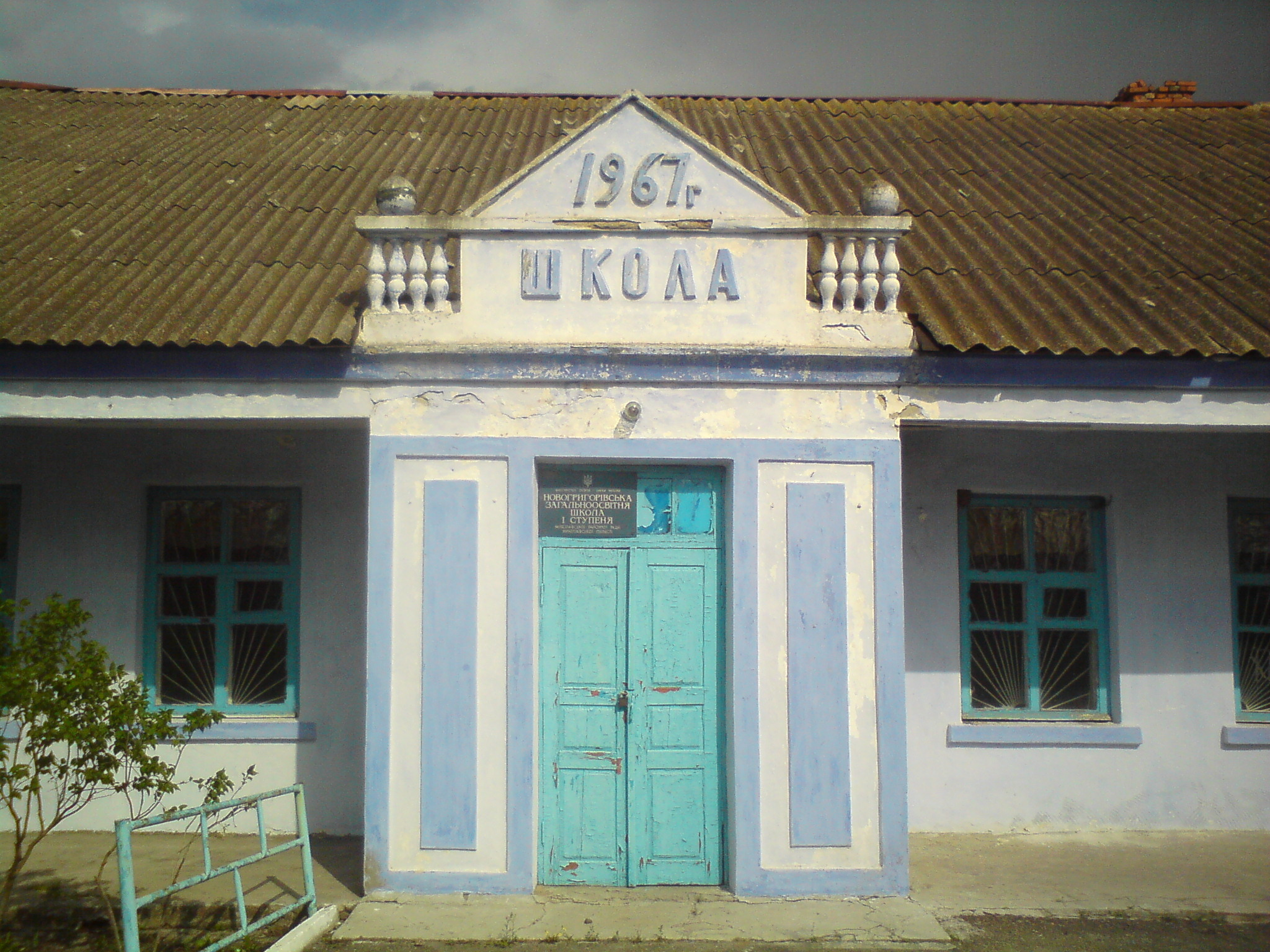
Школа
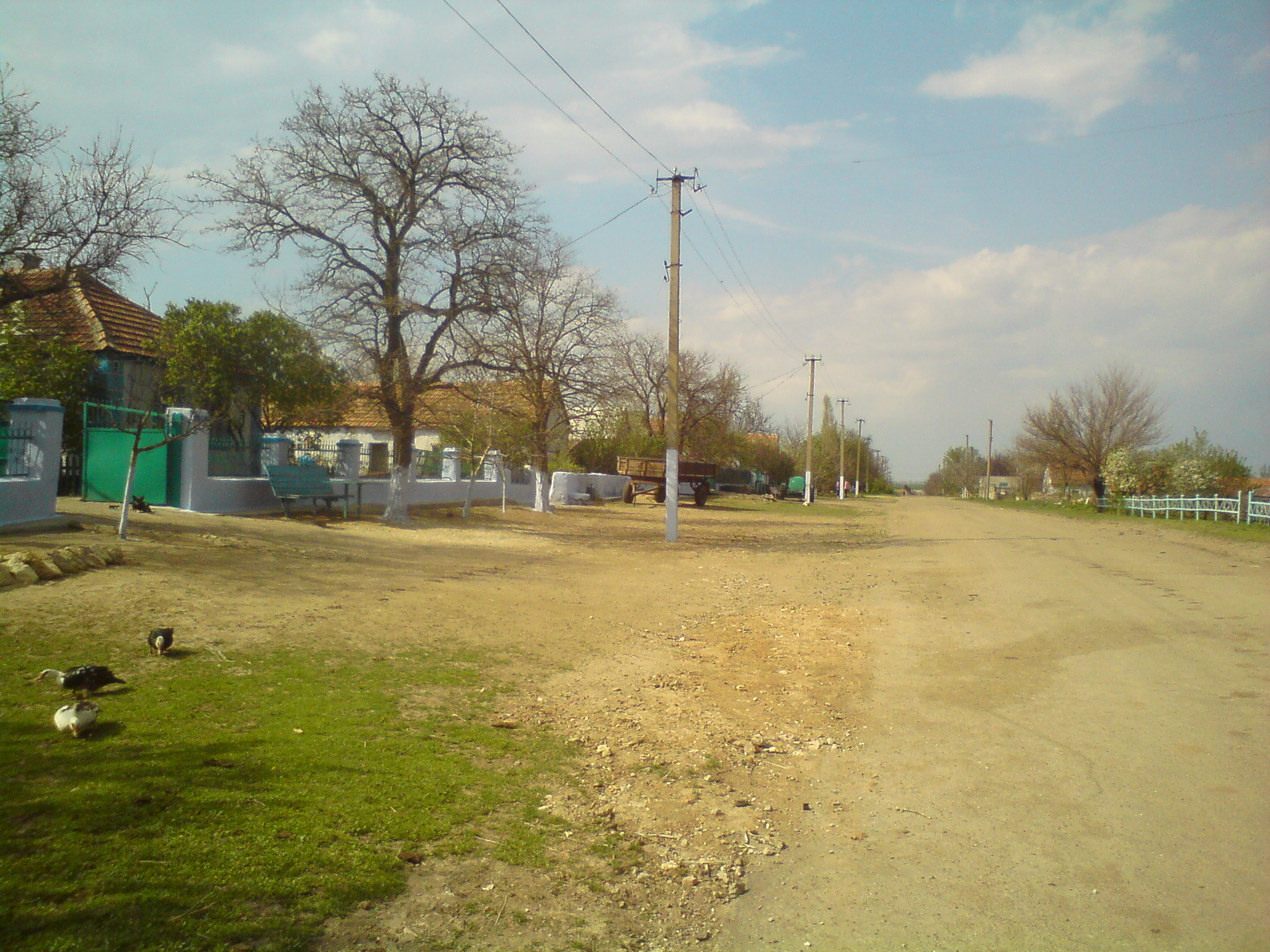
На улице села
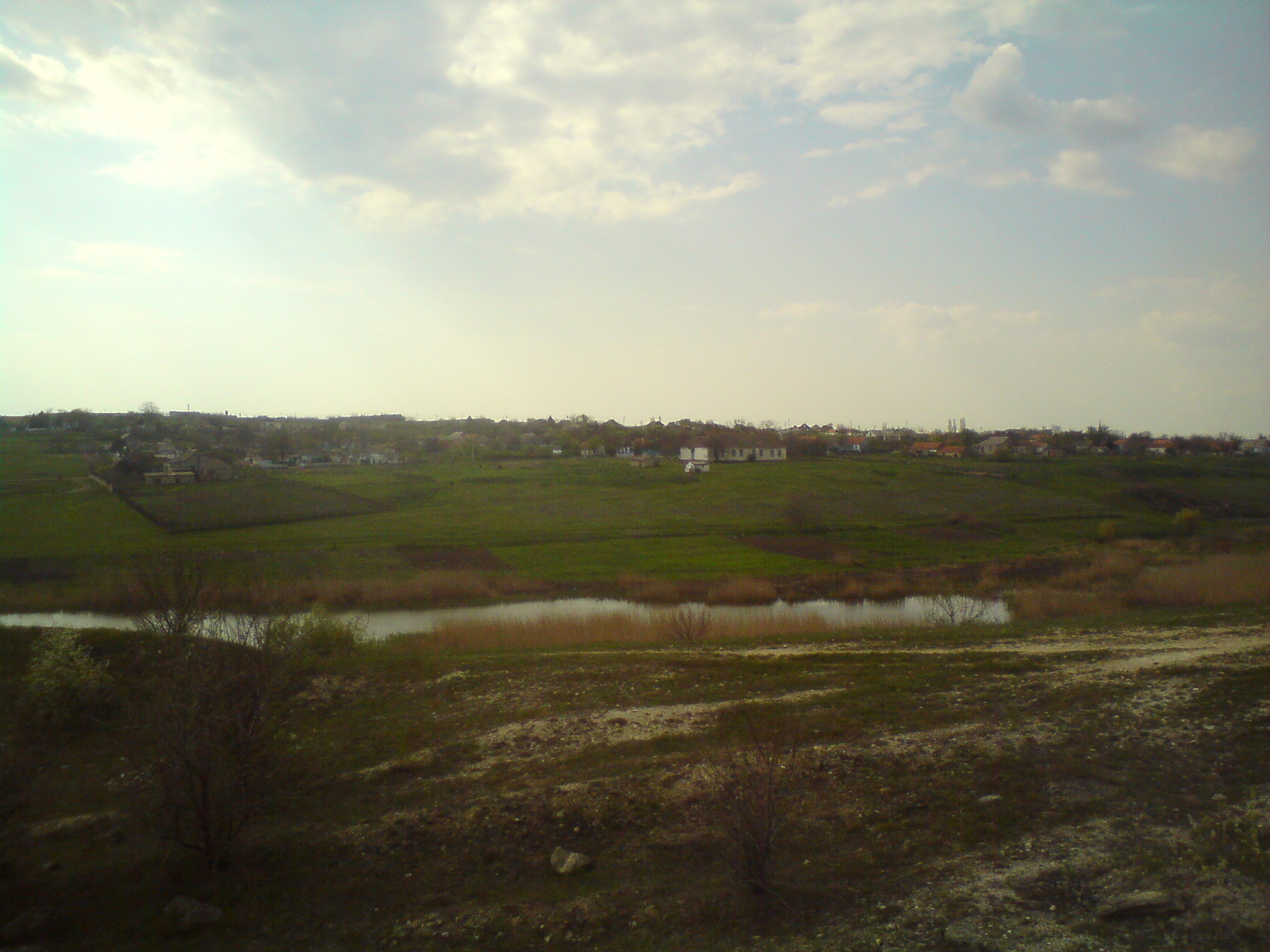
Общий вид села
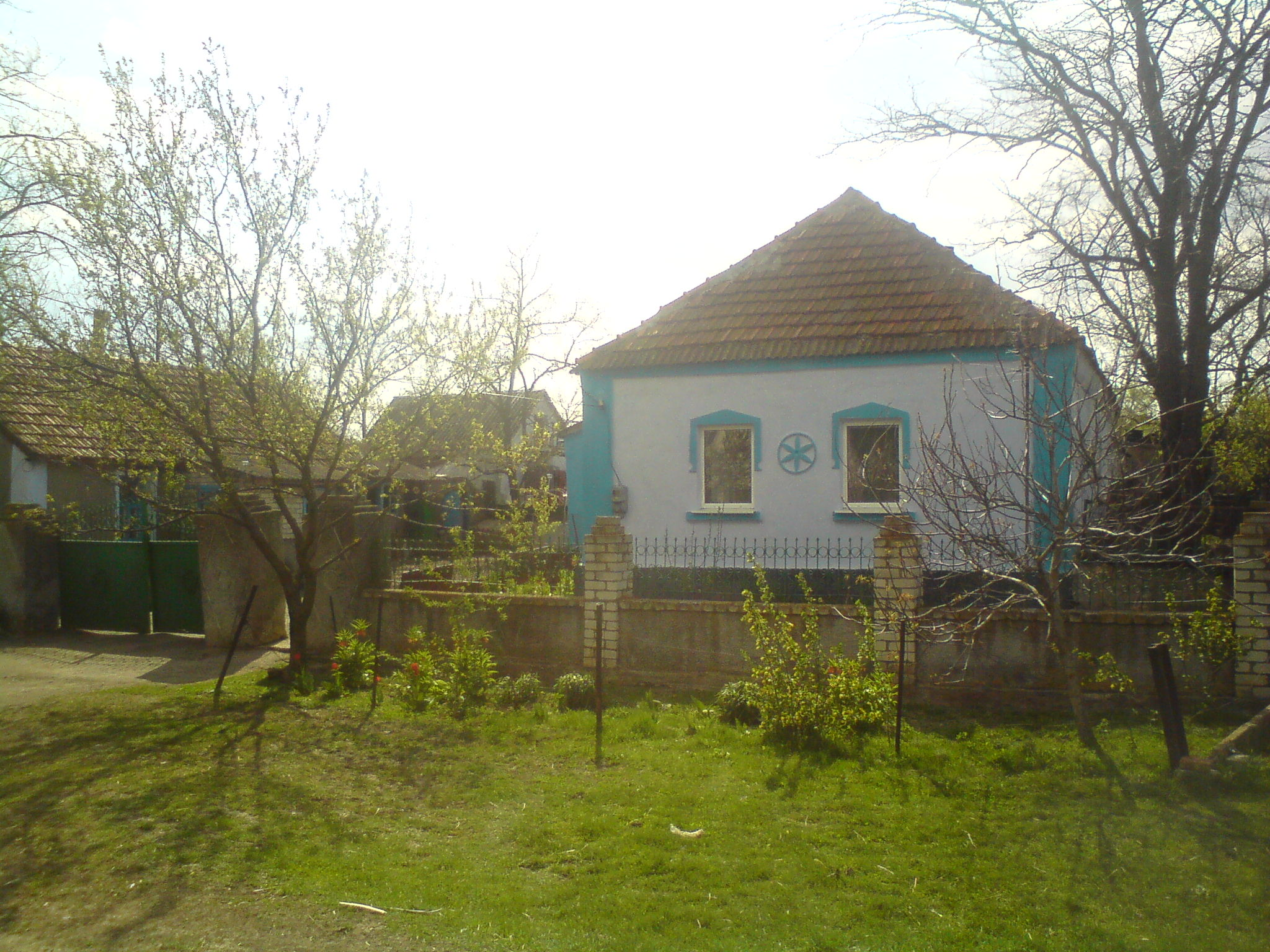
Хата
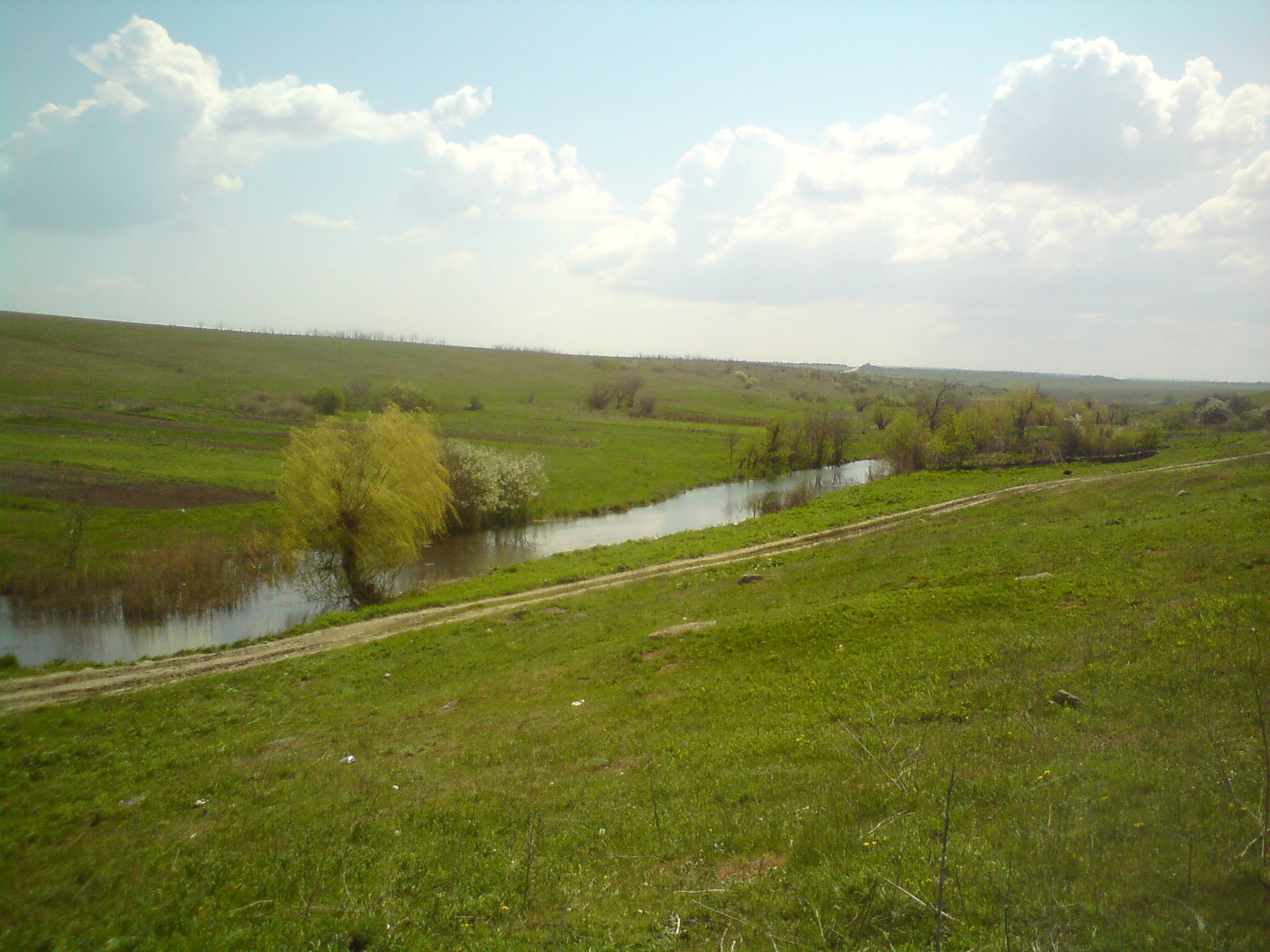
Пруд
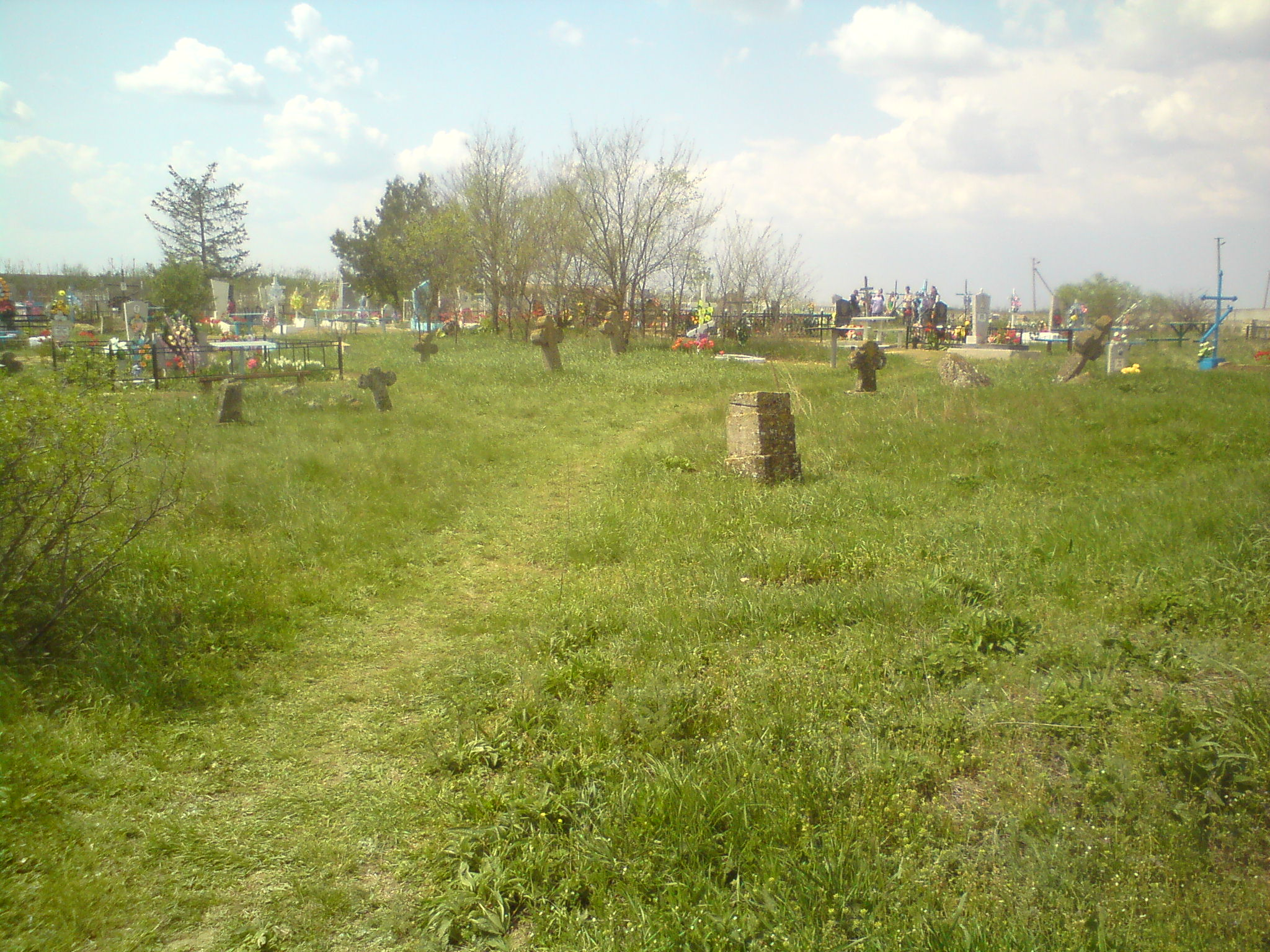
Сельское кладбище